# Waldkapelle (Rheinbach)

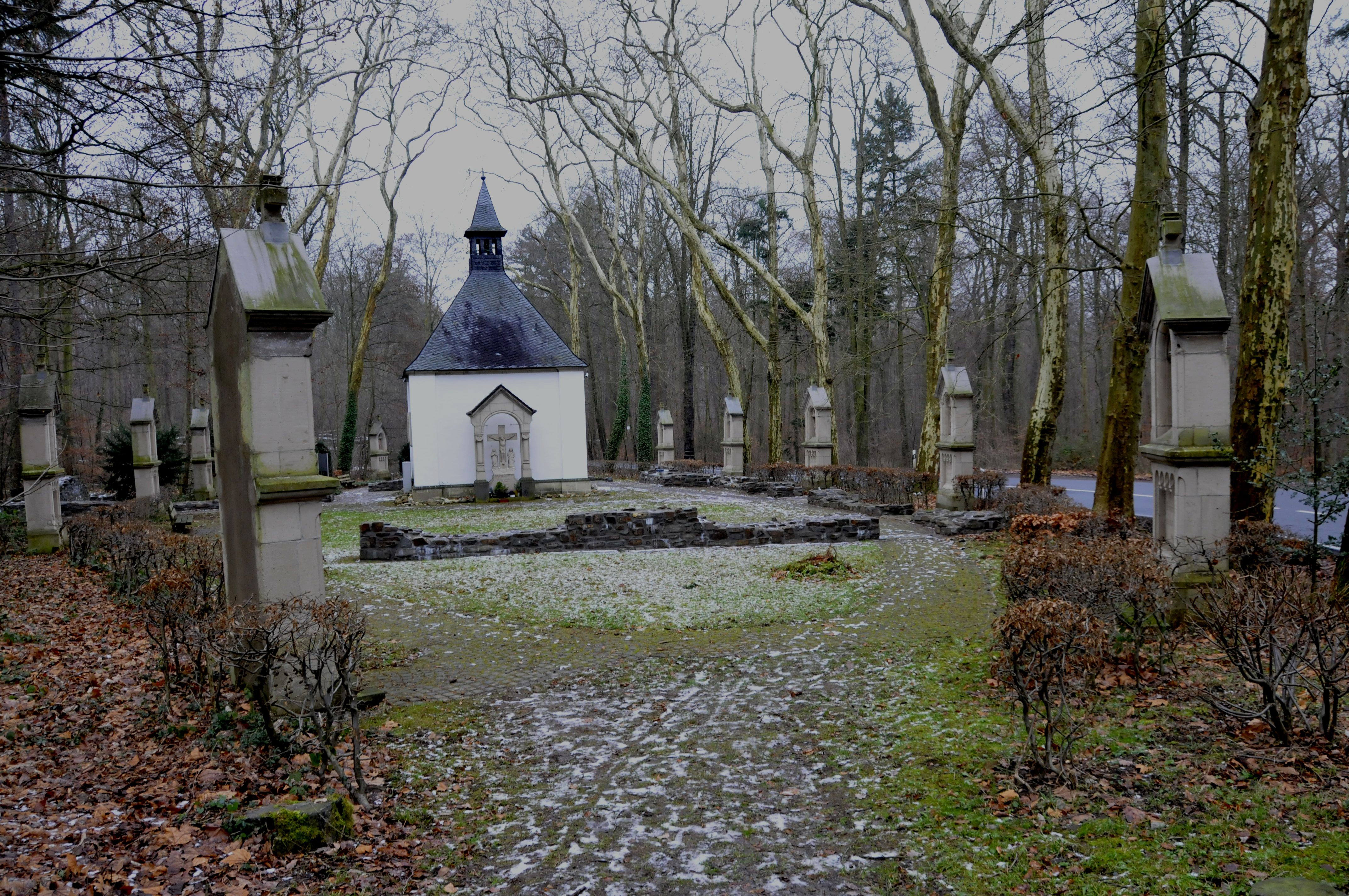
Gesamtansicht von Süden

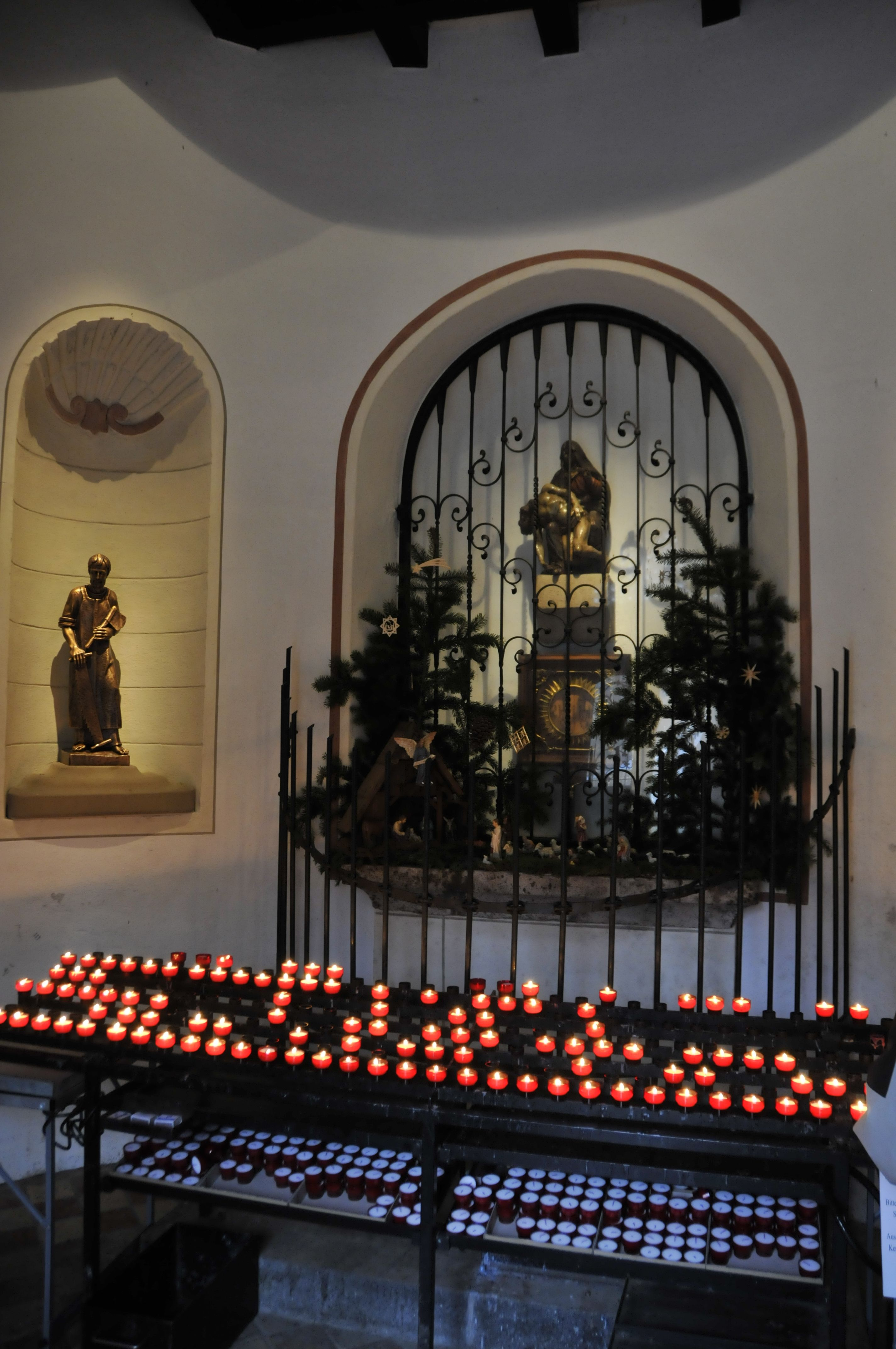
Das Innere

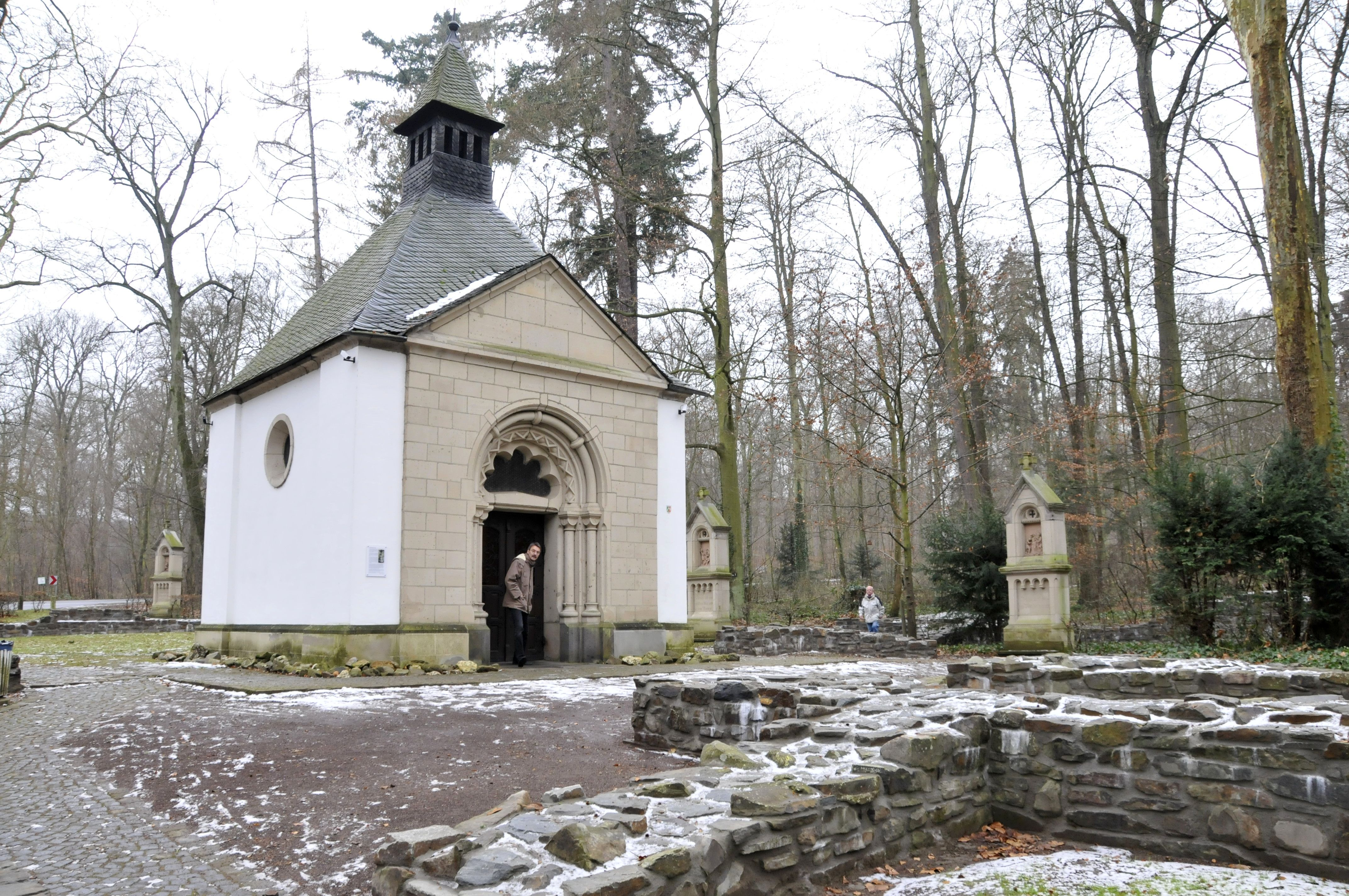
Nordostseite

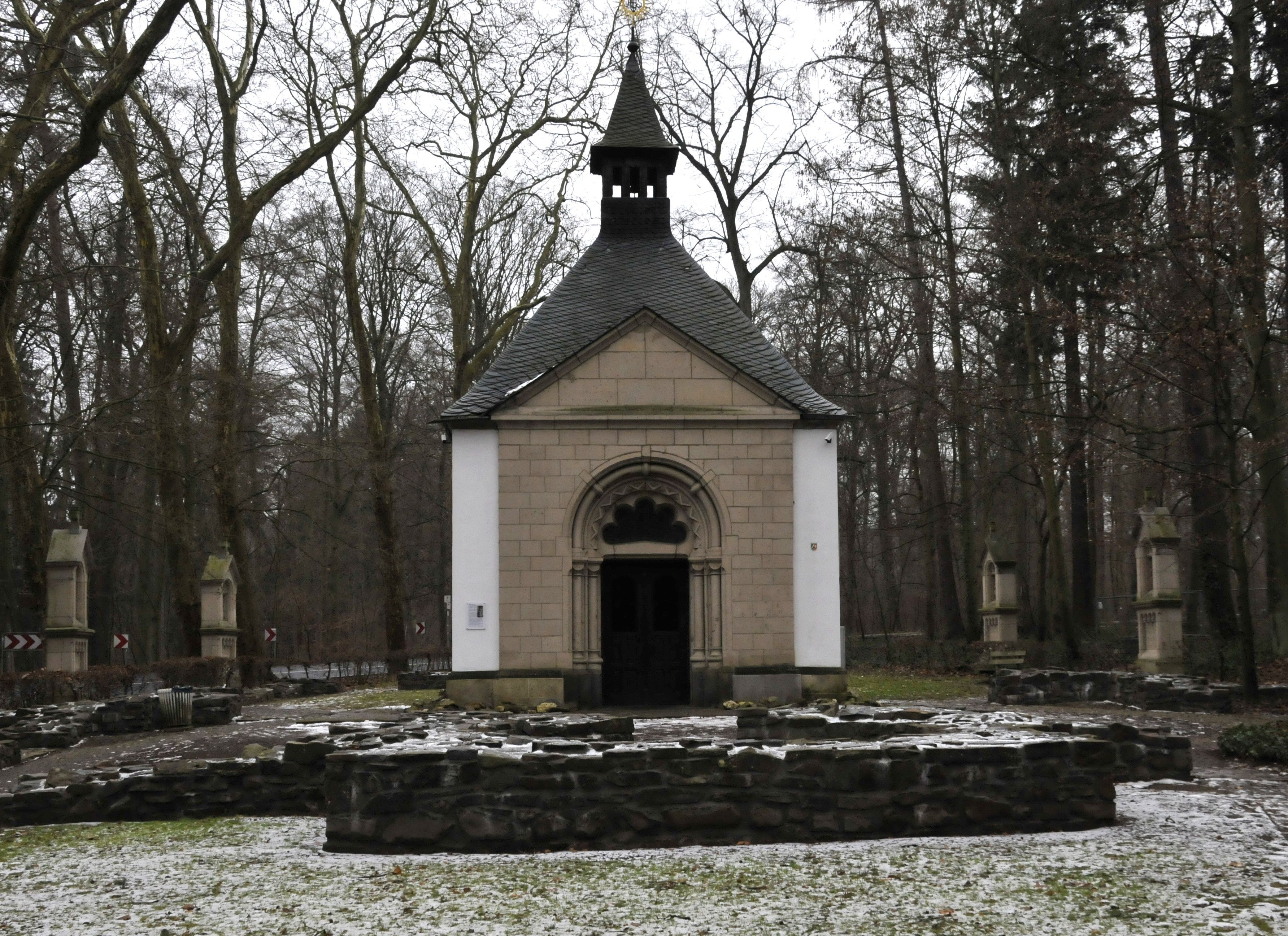
Nordseite mit Eingang

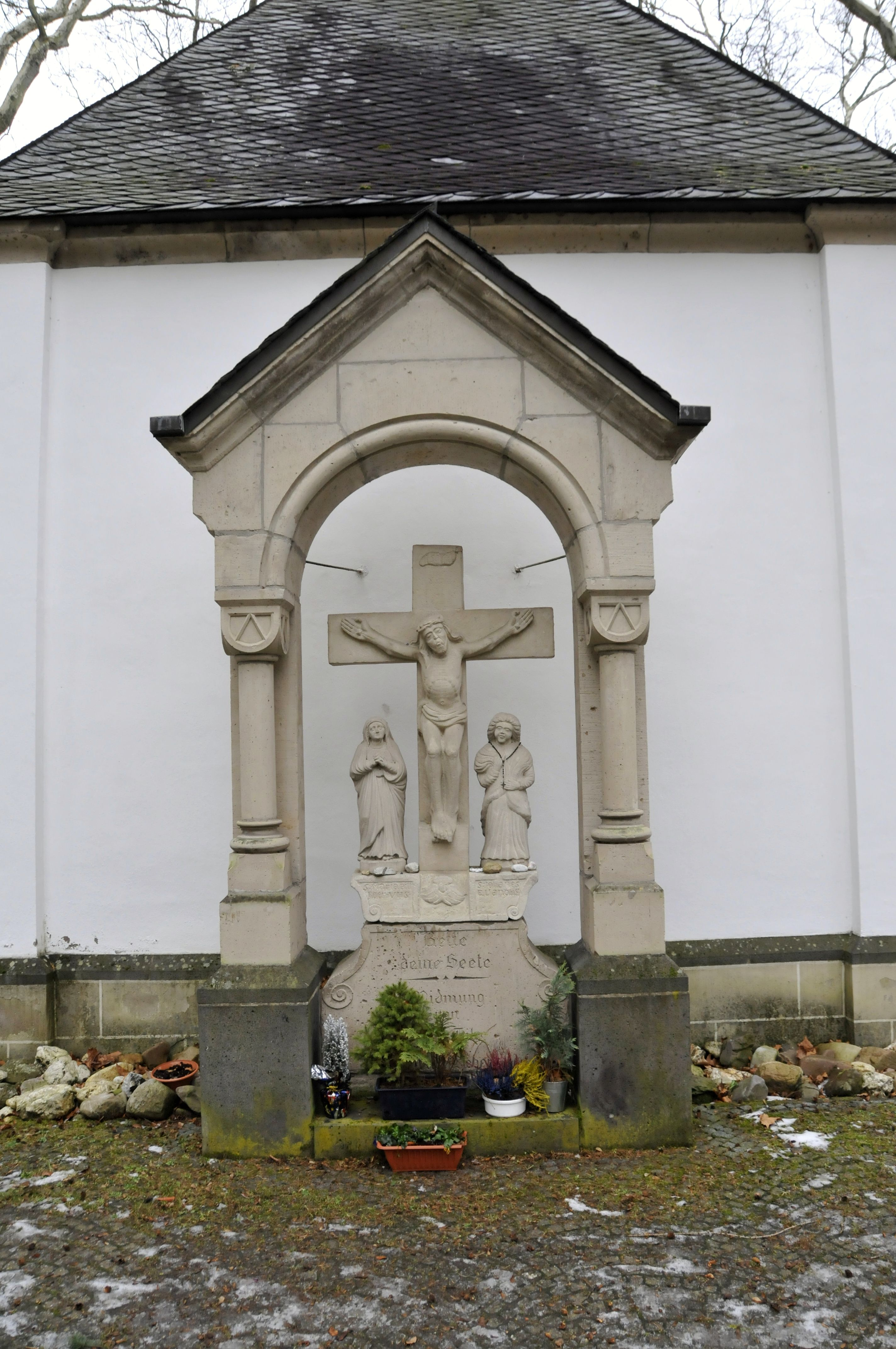
Südseite mit Kreuzigungsgruppe

Die Waldkapelle bei Rheinbach liegt an der Landstraße 492 zwischen Rheinbach und dem Ortsteil Todenfeld, etwa 1 km südöstlich der Ortsgrenze von Rheinbach in einem Waldstück. Sie ist seit Jahrhunderten Wallfahrtsstätte und spirituelle Mitte des Pfarrverbandes Rheinbach.

## Geschichte
Am 20. Januar 1681 wurden beim Spalten einer Buche in deren Stamm die Buchstaben des Christusmonogramms IHS entdeckt, die beiden ersten und den letzten Buchstaben des griechischen Namens Jesu. Das Scheit wurde ab 1683 in der Jesuitenkirche Mariä Himmelfahrt in Köln und ab 1717 in der Jesuitenkirche Namen-Jesu in Bonn aufbewahrt. Bereits 1683 wurde am Fundort die erste Waldkapelle errichtet. Im Zuge der Entwicklung der Kapelle zu einer Wallfahrtsstätte baute man 1686 ein Kloster sowie neben die Kapelle 1728 eine Kirche. Sie verfügte über einen Grundbesitz von etwa neuneinhalb Morgen (das entspricht etwa 30.000 m²). Sie wurde 1745 von Kurfürst Clemens August feierlich geweiht.
1686 bis 1707 wirkten hier nach strengen Ordensregeln lebende Mitglieder („Rekollekten“) des Franziskanerordens vom Kalvarienberg Ahrweiler sowie von 1714 bis 1802 Servitenmönche vom Kreuzberg in Bonn.
Die Darstellung der Schmerzensmutter („Pietà“) in der Waldkapelle ist ein Abguss der ursprünglichen Statue der Maria (Mater dolorosa). Vor dieser Statue verrichteten die Pilger ihre Gebete und trugen ihre Anliegen vor.
1781, hundert Jahre nach seiner Entdeckung, kam das inzwischen in Silber gefasste Buchenscheit wieder an seinen Ursprungsort zurück.
Im Oktober 1794 besetzten die Franzosen das Rheinland. Kurz vor der Säkularisation wurde das Kloster 1802 aufgelöst und diente zunächst u. a. als Gaststätte, bis sie 1804 von der französischen Domänenverwaltung verkauft wurde. Kloster und Kirche wurden abgerissen und das Baumaterial versteigert; die Waldkapelle überlebte. 1843 erwarb die Stadt Rheinbach die Kapelle mit dem Grundbesitz und ließ sie ab 1846 wiederherstellen. Die Reste der Klosteranlage wurden eingeebnet und um die Kapelle ein freier Platz angelegt. Heute durchschneidet die 1865 erbaute Landstraße nach Todenfeld den Rand des damaligen Platzes.
Durch einen Tauschvertrag kam 1904 das Anwesen in den Besitz der katholischen Kirchengemeinde St. Martin in Rheinbach. Erneut wird die Kapelle restauriert. Die nördliche Eingangsseite wird mit Trachytsteinen verblendet, Giebel und Dachreiter werden erhöht und 14 Kreuzweg-Stationen errichtet. (Zwei dieser Stationen sind abhandengekommen und wurden durch Plastiken an der Kapellenaußenwand ersetzt [Stationen XIII und XIV].) Zudem wurde der ganze Platz mit Platanen eingesäumt.
1935 fielen Ölbilder, Statuen und Goldsternchen der Kapelle der „neuen Sachlichkeit“ zum Opfer und wurden entfernt. Es wurden zwei Rundfenster gebrochen und eine Flachdecke eingezogen.
1980 wurde die Waldkapelle trockengelegt. Durch die Mithilfe vieler Freiwilliger, besonders der St.-Georgs-Pfadfinder aus Rheinbach, wurden die Grundmauern der Klosteranlage wieder ausgegraben, archäologisch erfasst und teilweise wieder aufgemauert, so dass man heute noch den Umfang der früheren Anlage erkennen kann.
1984 wurde das silbergefasste Holzscheit gestohlen, wurde jedoch 1986 anhand von Fotos wieder rekonstruiert.
Seit Mai 2009 hängt die bronzene „Schwesternglocke“ in der Waldkirche und läutet um 7, 12 und 18 Uhr den „Engel des Herrn“. Sie ist eine Gabe der Rheinbacher Ordensgemeinschaft der Schwestern „Unserer lieben Frau“, die die Glocke 1946 aus der Glockengießerei Petit & Gebr. Edelbrock im westfälischen Ort Gescher erhielten. Anlässlich des Namenstages Hausoberin, Sr. Maria Irmingard, des von den Schwestern geführten St.-Joseph-Gymnasiums schenkten Eltern der Internatsschülerinnen die Glocke dem Haus. Sie trägt am unteren Rand die Inschriften „PAX HUIC DOMUI“ (Friede [sei] diesem Haus) und „AVE JOSEPH PROTECTOR“ (Sei gegrüßt, Beschützer Joseph). Den oberen Rand der Glocke schmückt ein Blumenband. Auf der Glocke ist ein Holzkreuz angebracht. Es wird berichtet, dass jeder Schwester eine eigene Anzahl von Glockenschlägen zugeordnet war, so dass die Schwester an der Pforte eine Mitschwester ohne besonderen Aufwand gezielt herbeirufen konnte, indem sie die Glocke so oft erklingen ließ, wie es der Herbeizurufenden entsprach, auch wenn diese sich weitab aufhielt. Die Glocke rief natürlich auch zu Gebetsstunden, zu Mahlzeiten oder zu anderen stets wiederkehrenden Anlässen. Seit Mitte der 1990er Jahre wurde nur noch zu Gottesdiensten geläutet, weil die Schwestern inzwischen über Telefone verfügten. Die Rheinbacher Schwesterngemeinschaft wurde 2008 aufgelöst und die Glocke der katholischen Pfarrgemeinde von Rheinbach geschenkt.

## Galerie

Die Stationen des Kreuzwegs
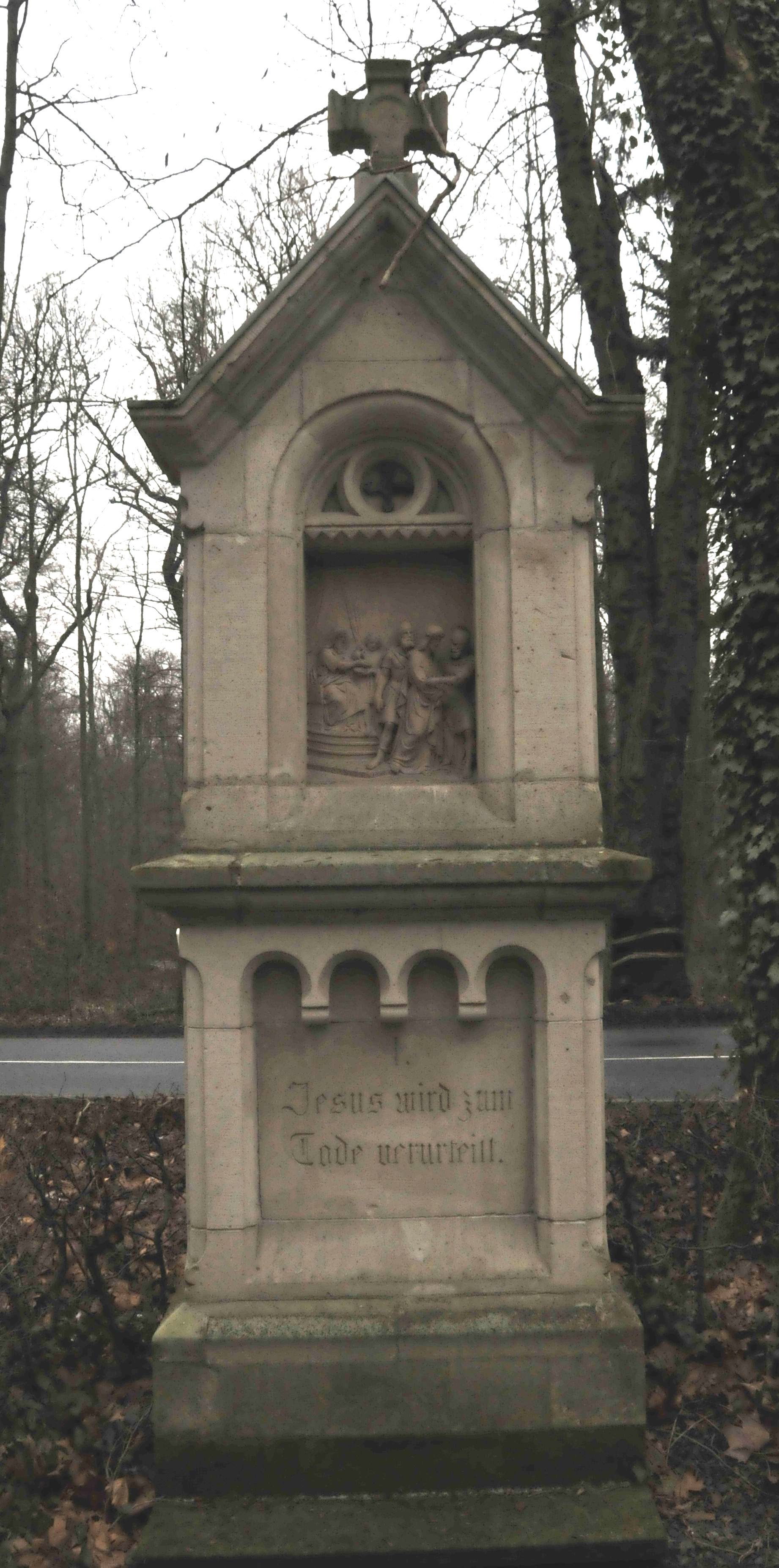
Station I: Jesus wird zum Tode verurteilt
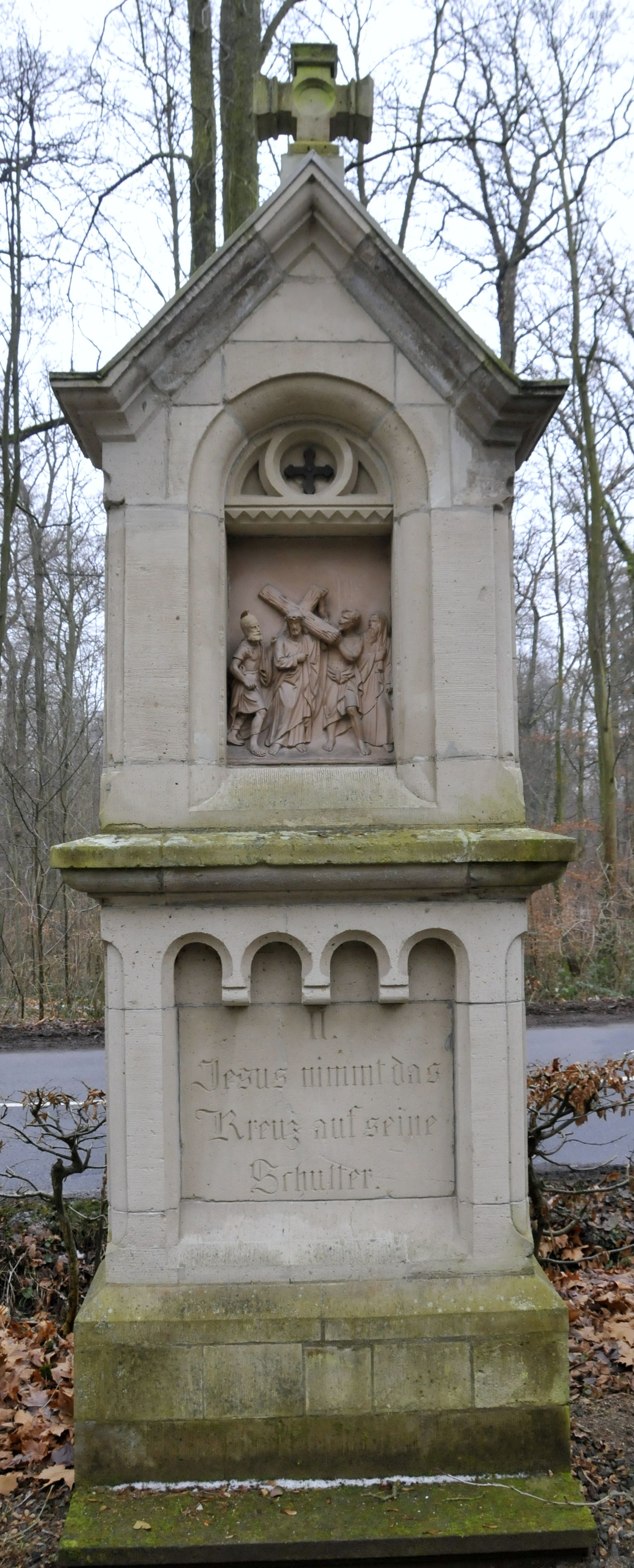
Station II: Jesus nimmt das Kreuz auf seine Schulter
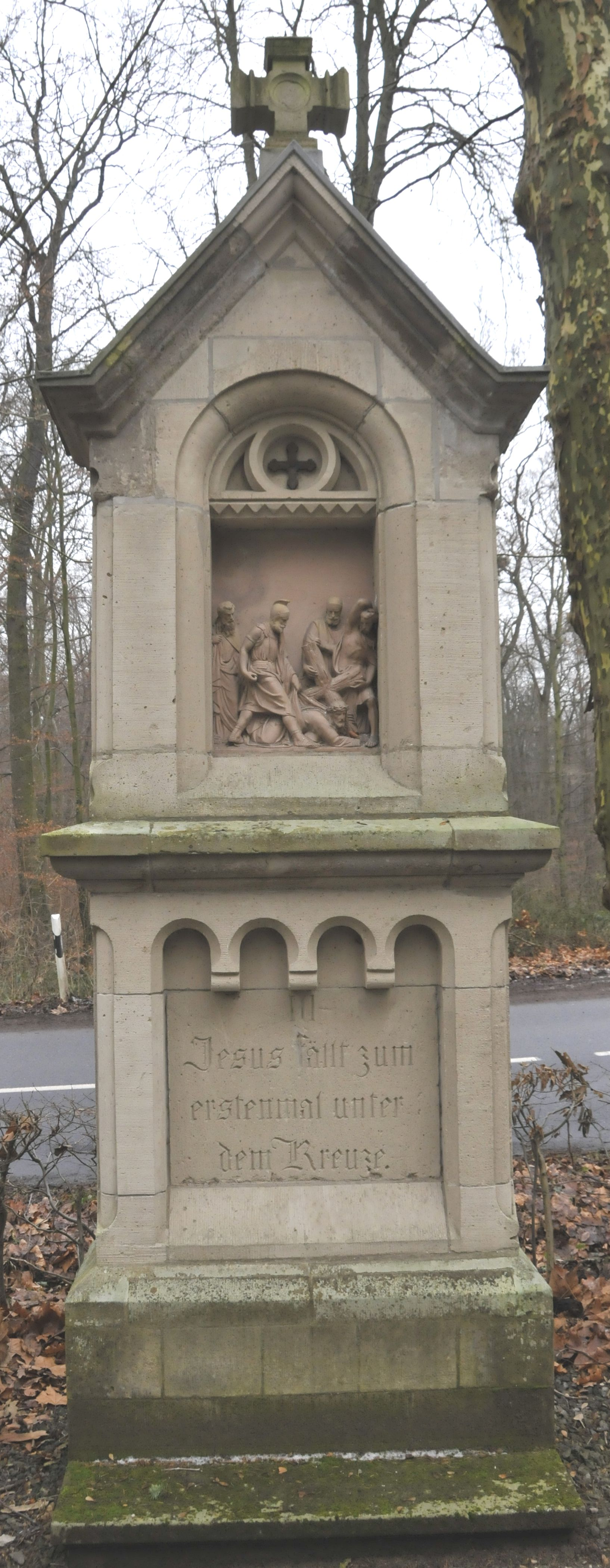
Station III: Jesus fällt zum ersten Mal unter dem Kreuze
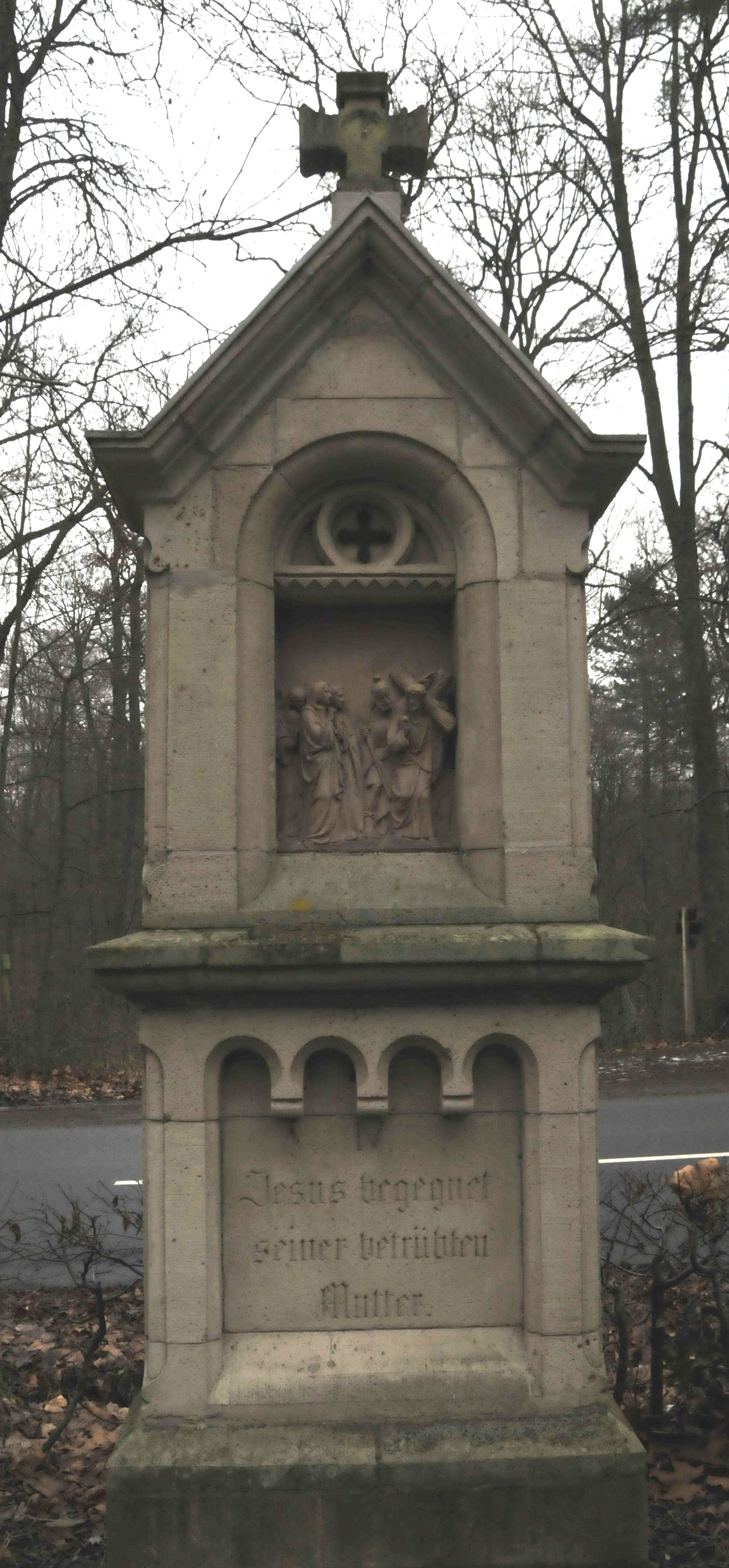
Station IV: Jesus begegnet seiner betrübten Mutter
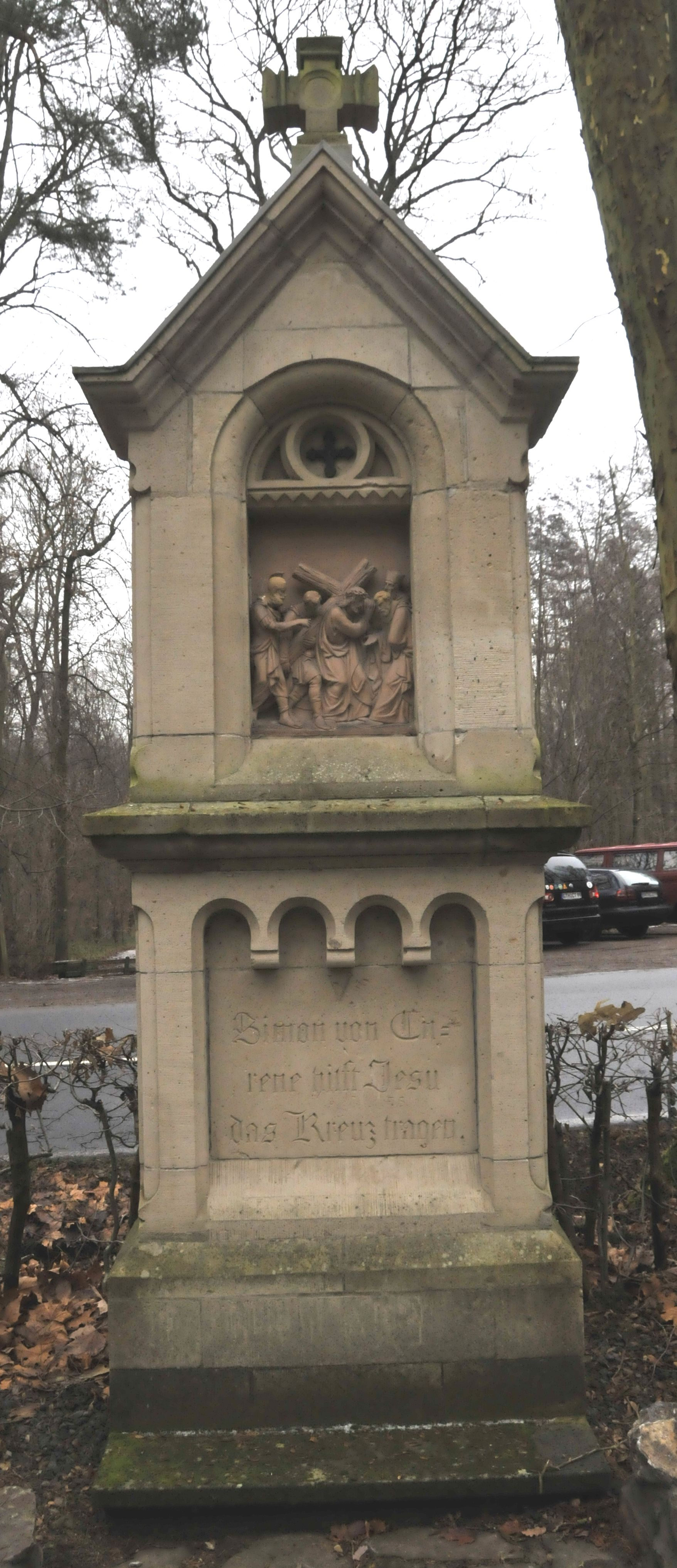
Station V: Simon von Cyrene hilft Jesu das Kreuz tragen
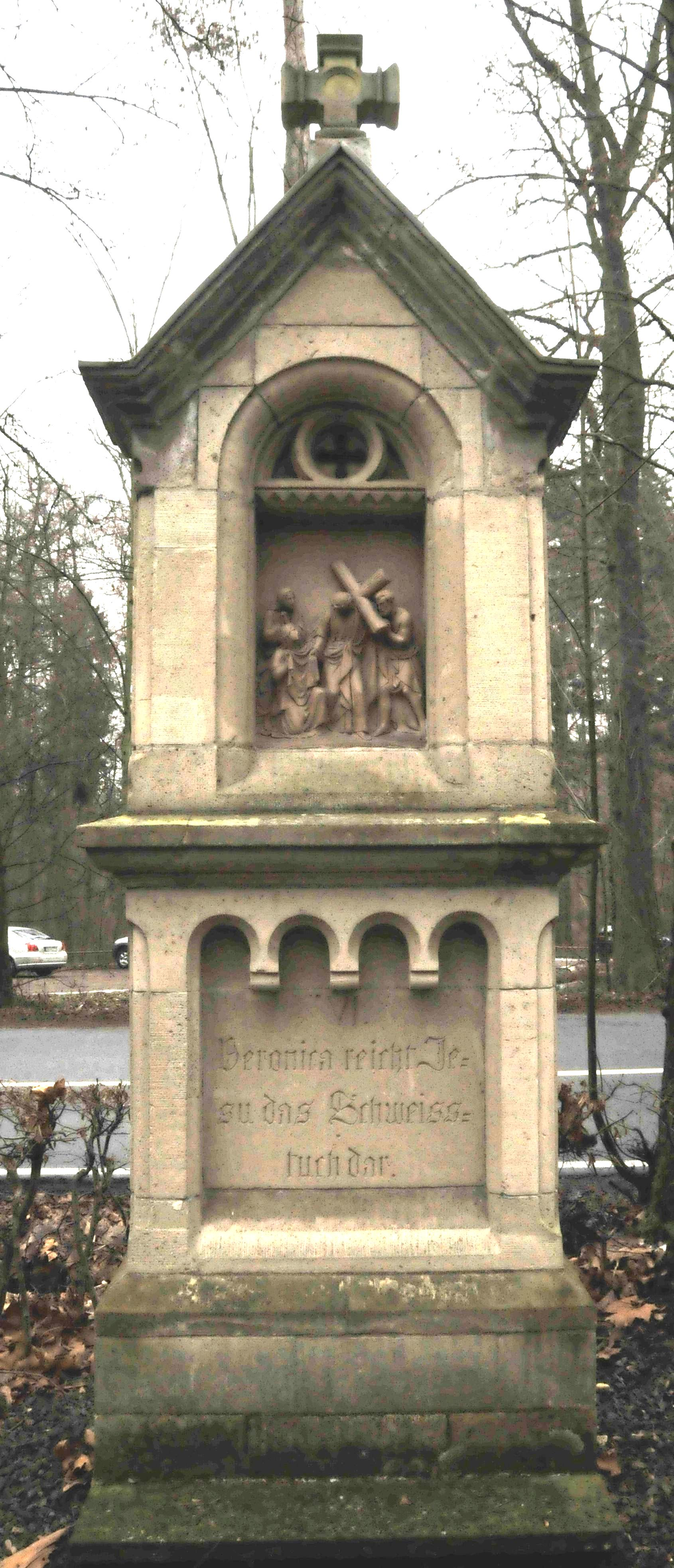
Station VI: Veronika reicht Jesus das Schweißtuch
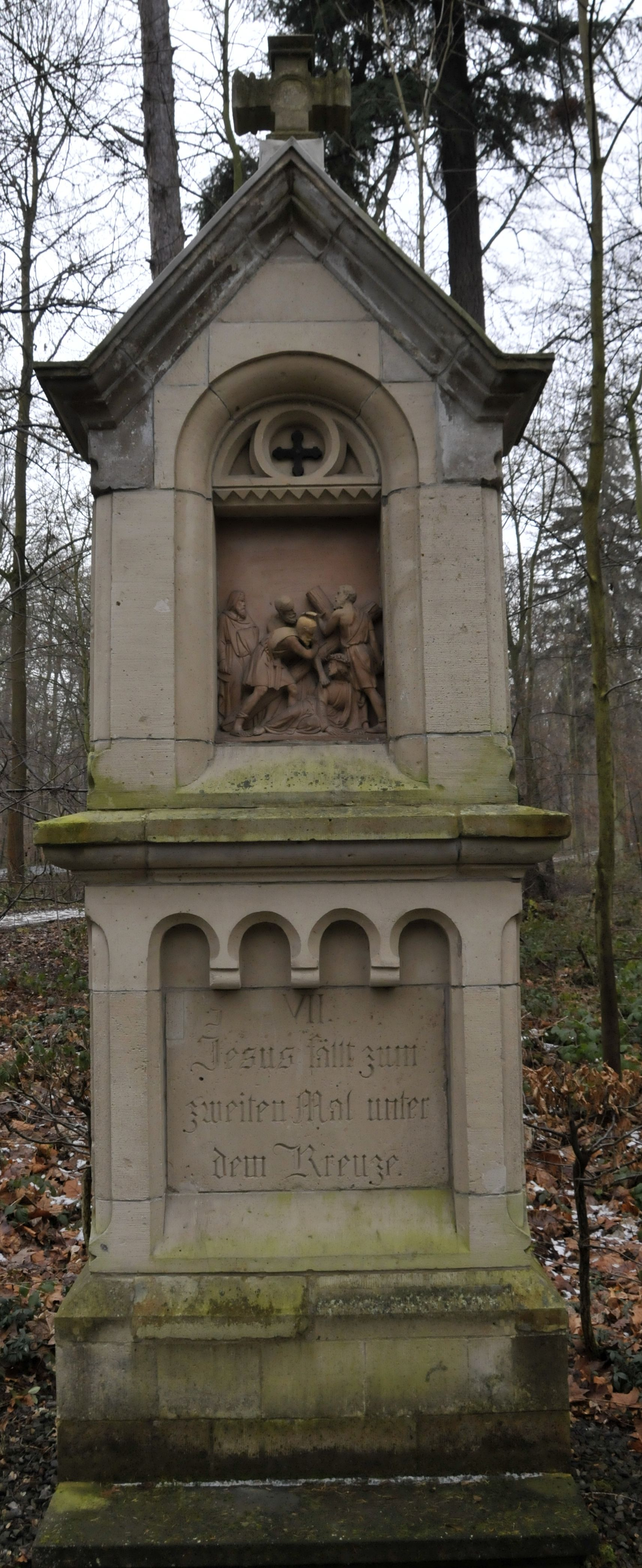
Station VII: Jesus fällt zum zweiten Mal unter dem Kreuze
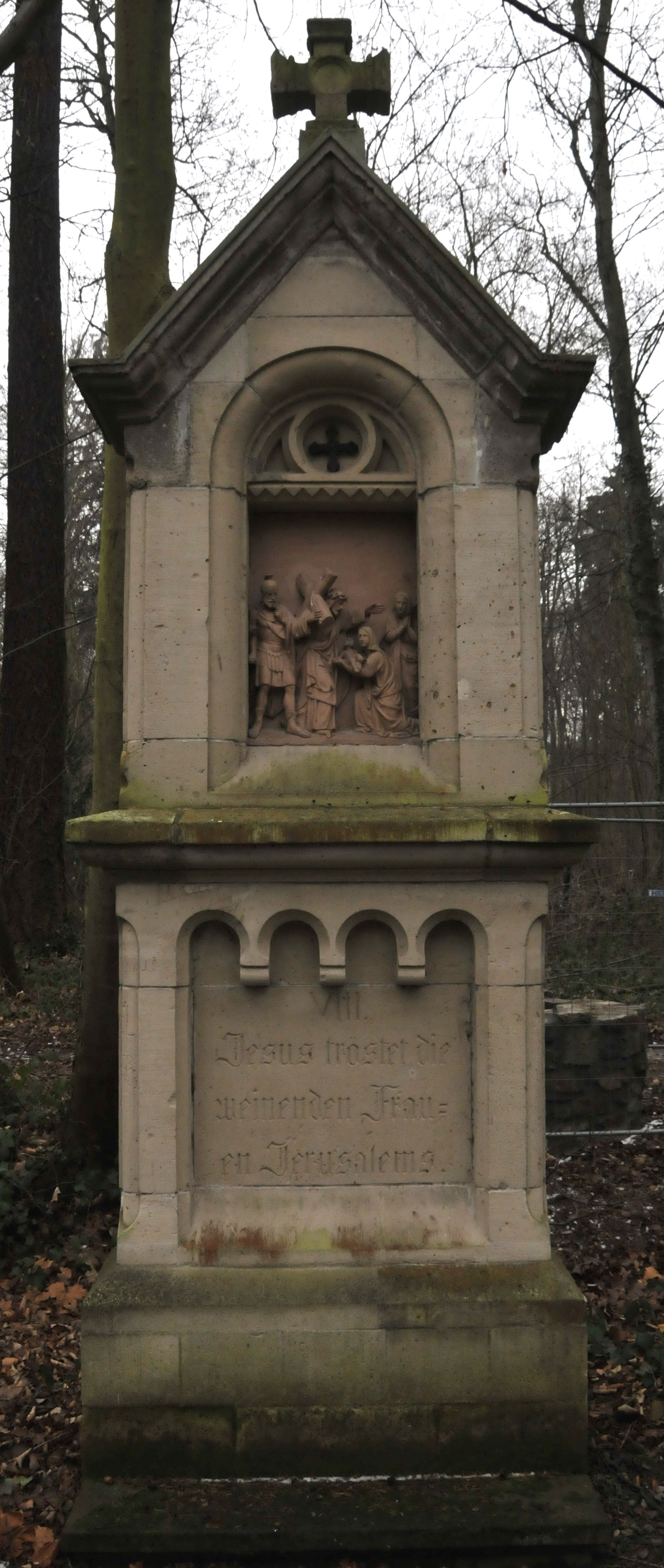
Station VIII: Jesus tröstet die weinenden Frauen Jerusalems
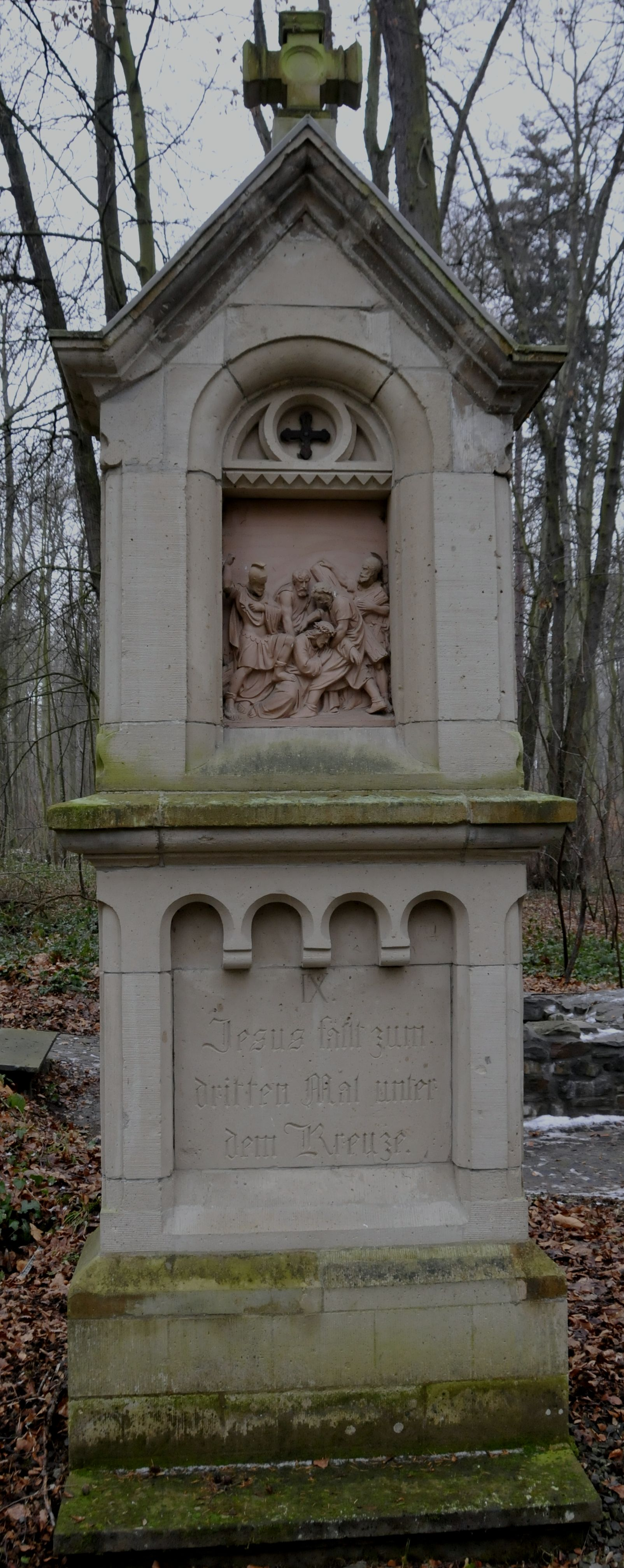
Station IX: Jesus fällt zum dritten Mal unter dem Kreuze
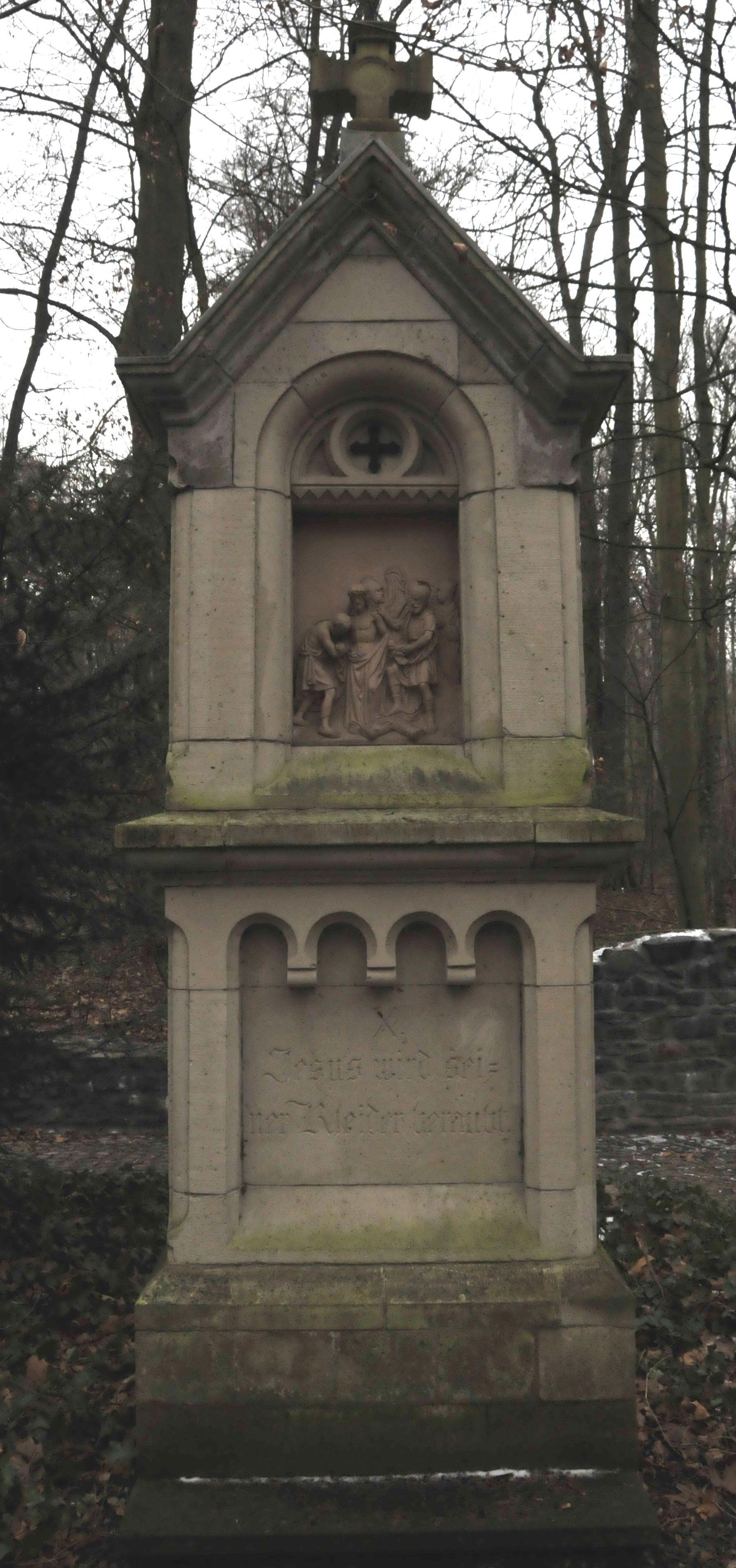
Station X: Jesus wird seiner Kleider beraubt
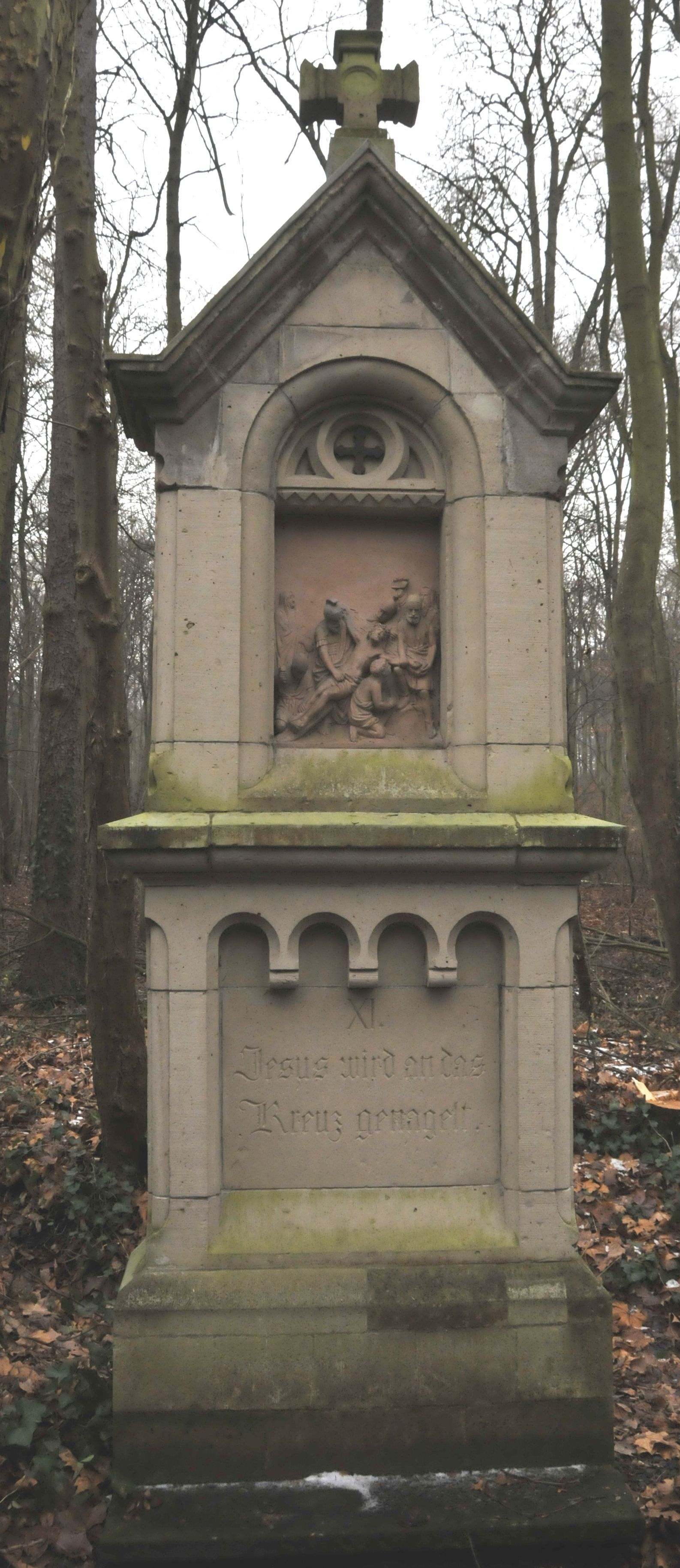
Station XI: Jesus wird an das Kreuz genagelt
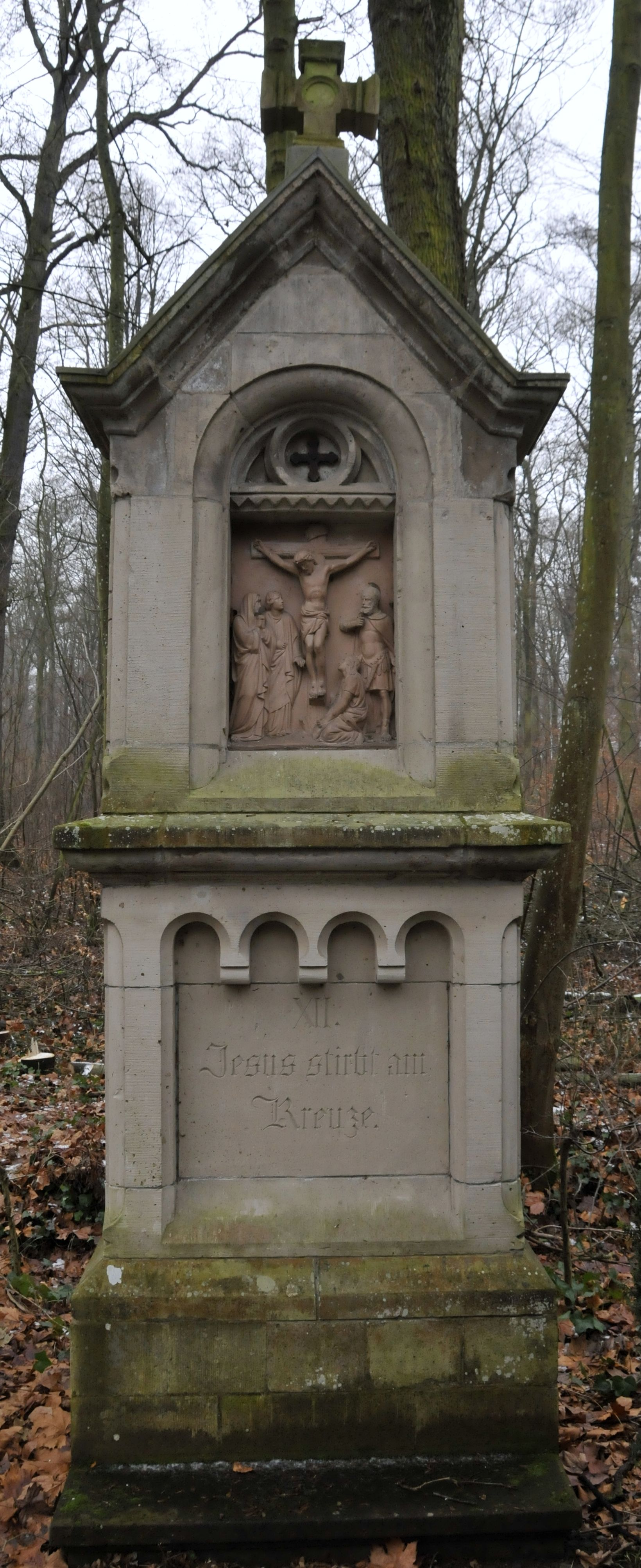
Station XII: Jesus stirbt am Kreuze
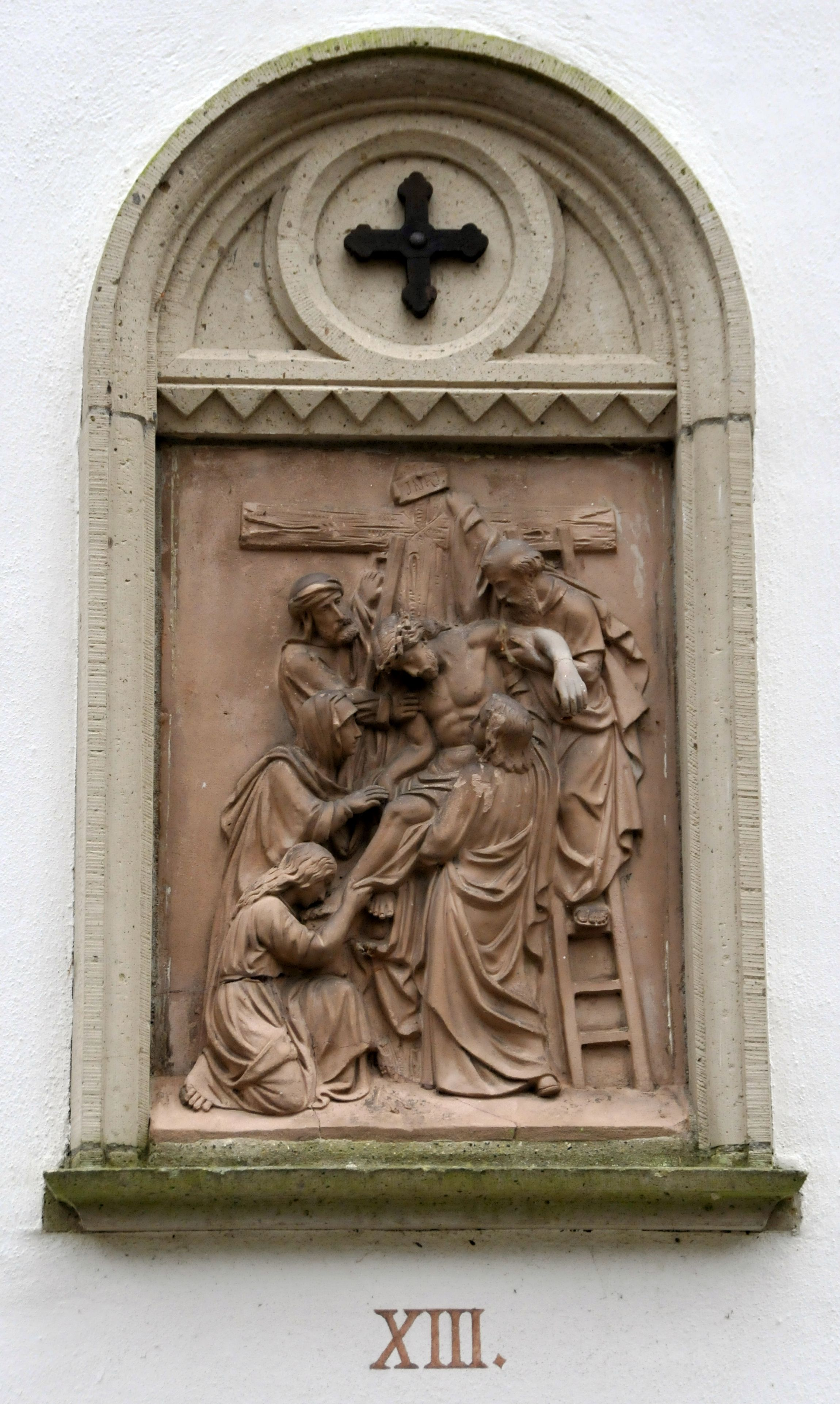
Station XIII: Jesus wird vom Kreuz genommen und in den Schoß seiner Mutter gelegt
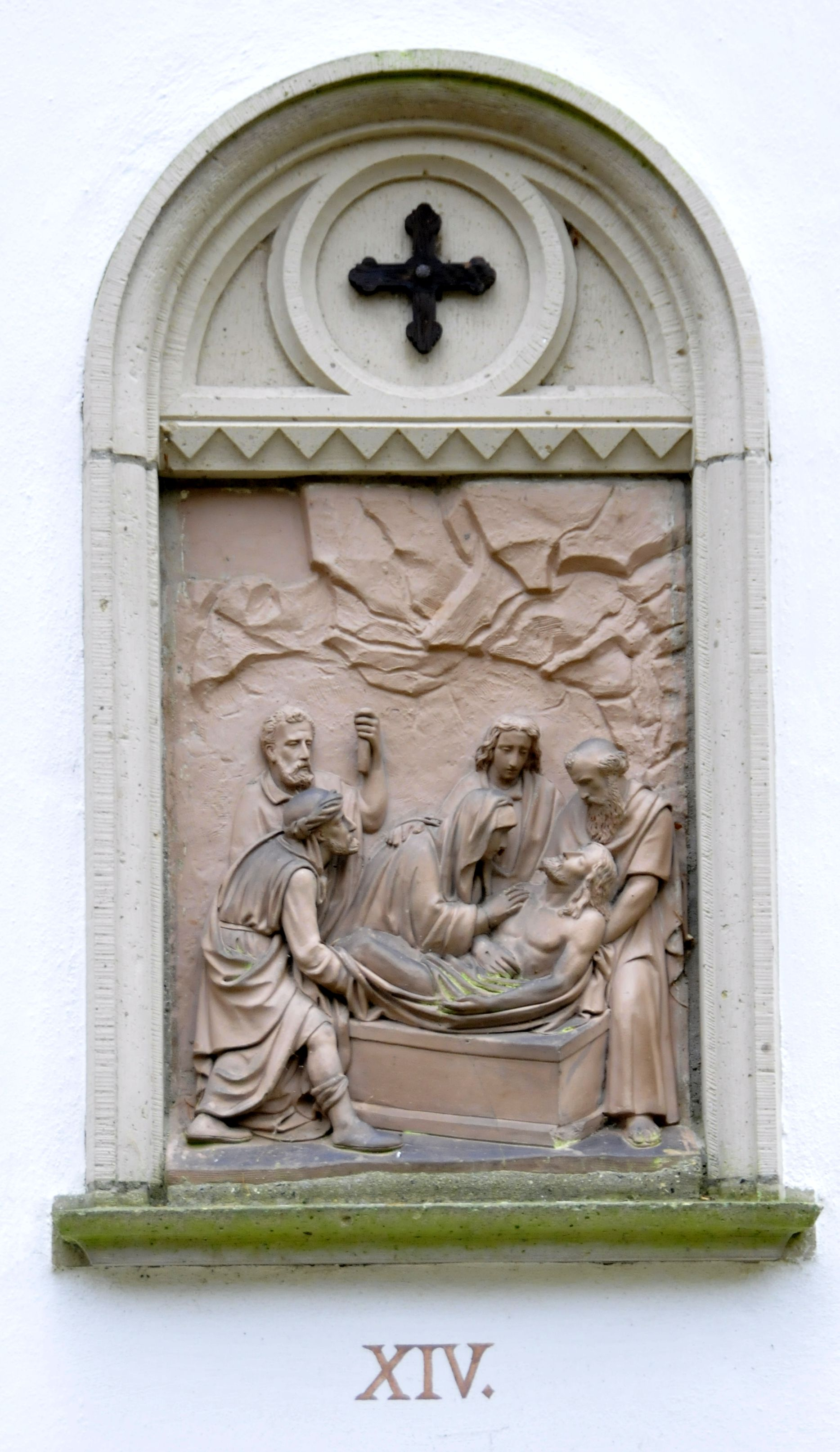
Station XIV: Der Leichnam Jesu wird ins Grab gelegt

## Quelle
Infotafeln der kath. Kirchengemeinde Rheinbach am Objekt